# Рашид Рамзі
Рашид Мохамед Хула-Рамзі (араб. رشيد محمد رمزي, англ. Rashid Mohamed Khoula-Ramzi; нар. 17 липня 1980) — бахрейнський (із 2002) легкоатлет марокканського походження, який спеціалізувався в бігу на середні дистанції.

## Спортивні досягнення
Учасник двох Олімпіад (2004, 2008).
Дворазовий чемпіон світу-2005 у бігу на 800 та 1500 метрів. Срібний призер чемпіонату світу в бігу на 1500 метрів (2007).
Срібний призер чемпіонату світу в приміщенні у бігу на 800 метрів (2004). Фіналіст (5-е місце) чемпіонату світу в приміщенні у бігу на 1500 метрів (2008).
Чемпіон Азії (2003) та срібний призер чемпіонату Азії (2002) у бігу на 1500 метрів.
Володар повного комплекту нагород у бігу на 1500 метрів на Азійських іграх — «золото» (2002), «срібло» (2014) та «бронза» (2006).
Дворазовий чемпіон Азії в приміщенні у бігу на 800 та 1500 метрів (2004).

## Допінг
2009 року був дискваліфікований на 2 роки за порушення антидопінгових правил (вживання заборонених препаратів), внаслідок чого позбавлений золотої медалі в бігу на 1500 метрів, яку виборов на Олімпіаді-2008.